# Poder de parada
Se considera al poder de parada la capacidad que tiene un proyectil con determinada masa y velocidad de derribar a un blanco, causando shock hidrostático. El término fue una creencia popular y apoyado por expertos balísticos hasta finales del siglo XX. Con la evolución de las pruebas balísticas el término quedó desfasado y la mayoría de los peritos en la actualidad desacreditan esta teoría. En un informe realizado en 2012, el FBI califica el poder de parada como un mito, afirmando que la capacidad de derribo de un proyectil está relacionada casi exclusivamente por la probabilidad de realizar daños orgánicos incapacitantes y el dolor que estos producen. En cambio hoy se engloba el shock hidrostático dentro de un amplio rango de circunstancias que un proyectil ocasiona para derribar un blanco, quedando de esta forma relegado casi exclusivamente a calibres de alta velocidad y masa como los de fusil.

## Definición clásica
Según se creía, el poder de parada aumentaba cuando la munición obtenía una gran energía (si es que logra transmitir toda la energía que posee al objetivo). Por otro lado, si la munición traspasa el objetivo, el poder de parada disminuye, porque no puede transmitir toda la energía que poseía al blanco, ya que la munición sigue teniendo energía porque sigue en movimiento.
Entonces, cuanta mayor energía entrega la munición, el blanco más va a tender a detenerse o caerse; es lo que solía llamarse poder de parada (la capacidad de derribar al objetivo). A su vez, la energía de una munición está relacionada con su masa y con su velocidad al cuadrado (E=1/2 m v2). Entonces, cuando un proyectil tiene más masa o más velocidad tiene más energía, pero puede que no tenga más poder de parada, porque puede llegar a atravesar el objetivo y no transmitirle toda su energía.
Debido a esto, a mayor calibre (superficie de impacto) mejor transmisión de la energía. Por este motivo las balas de pistola para defensa en general son de calibre mayor que las de fusil, pues compensan así su menor potencia aprovechado mejor la energía al momento del impacto. Hoy se sabe que esto no es del todo cierto, ya que la incapacitación que produce el impacto de un proyectil se debe a los daños que produce ya sea por el tamaño de la herida en calibres grandes (armas cortas) o por el shock hidrostático (armas largas) y que esto puede incrementarse utilizando municiones especiales como balas huecas o explosivas sin importar su masa y velocidad, y por ende sin importar la energía que transmite al cuerpo.